# St. Nikolaus (Mühldorf am Inn)

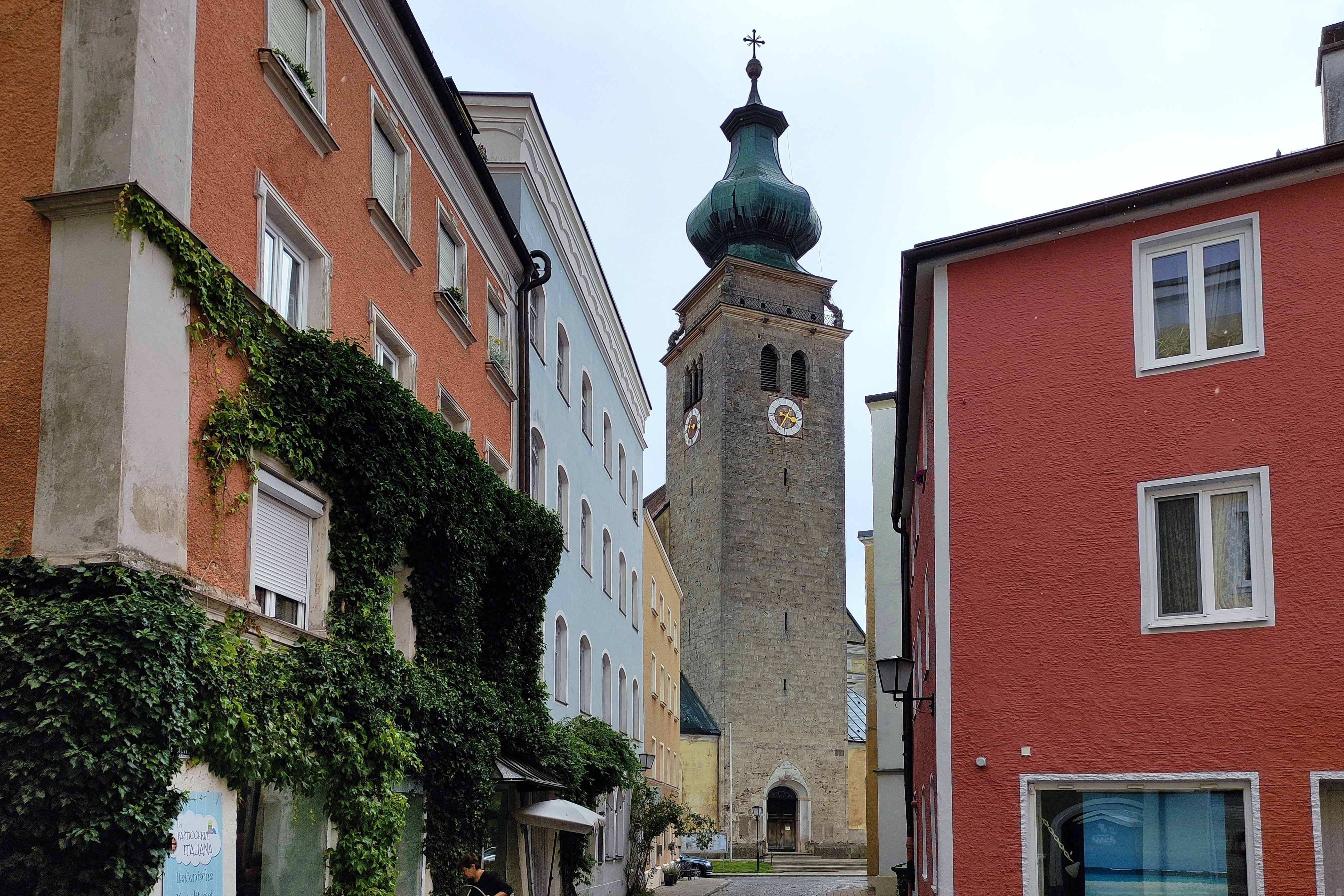
Kirchturm St. Nikolaus gesehen von der Fußgängerzone

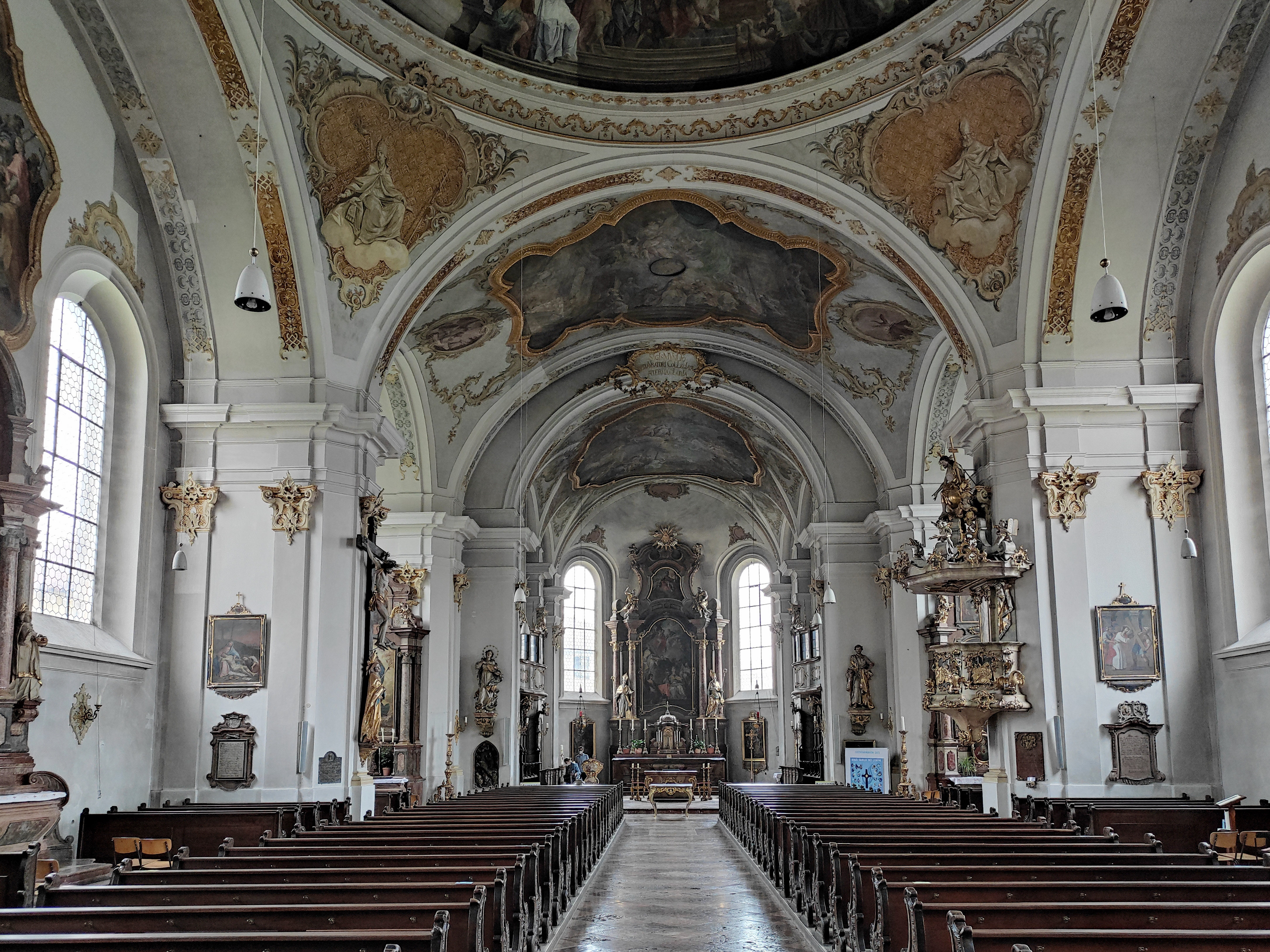
St. Nikolaus: Innenraum

Die Stadtpfarrkirche St. Nikolaus in Mühldorf am Inn wurde erstmals 1251 erbaut, fiel aber einem Brand zum Opfer. Sie wurde als romanisch-frühgotisches Bauwerk im Stile einer Basilika errichtet. Um 1300 wurde sie wieder aufgebaut. Dieses Bauwerk wurde 1432 bis 1443 durch einen spätgotischen Neubau ersetzt, welcher jedoch den Kirchturm und das Eingangsportal in das Langhaus bestehen ließ.

## Geschichte

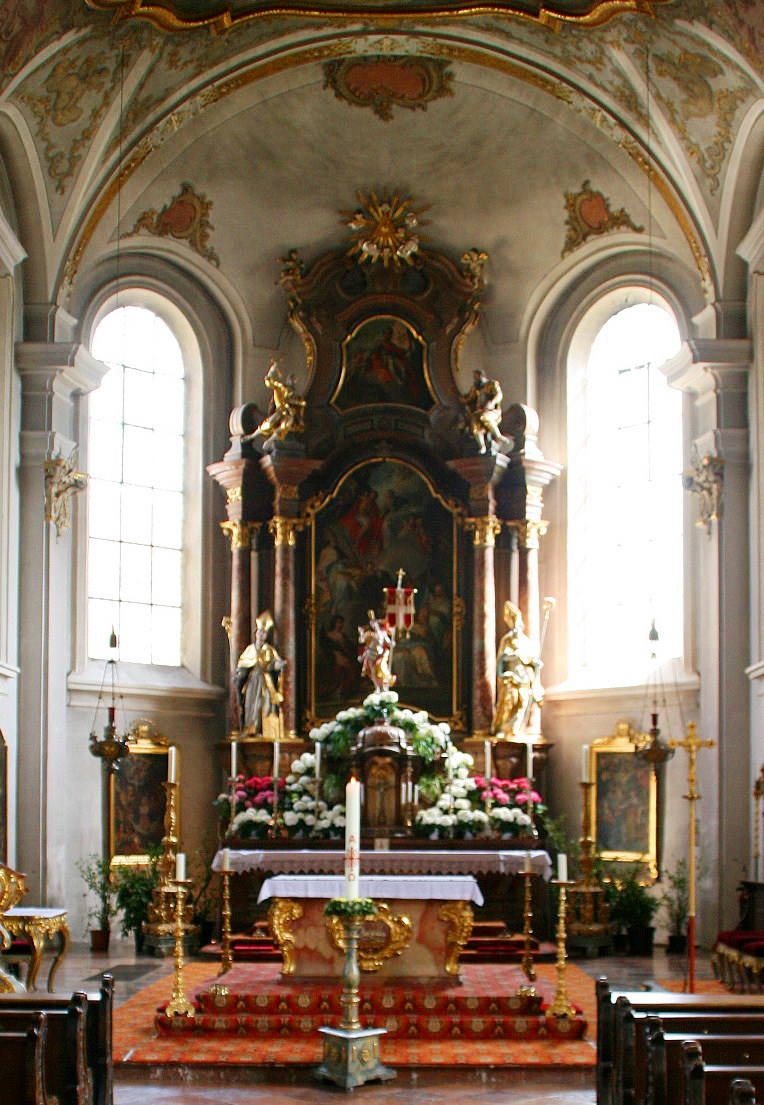
Hochaltar St. Nikolaus

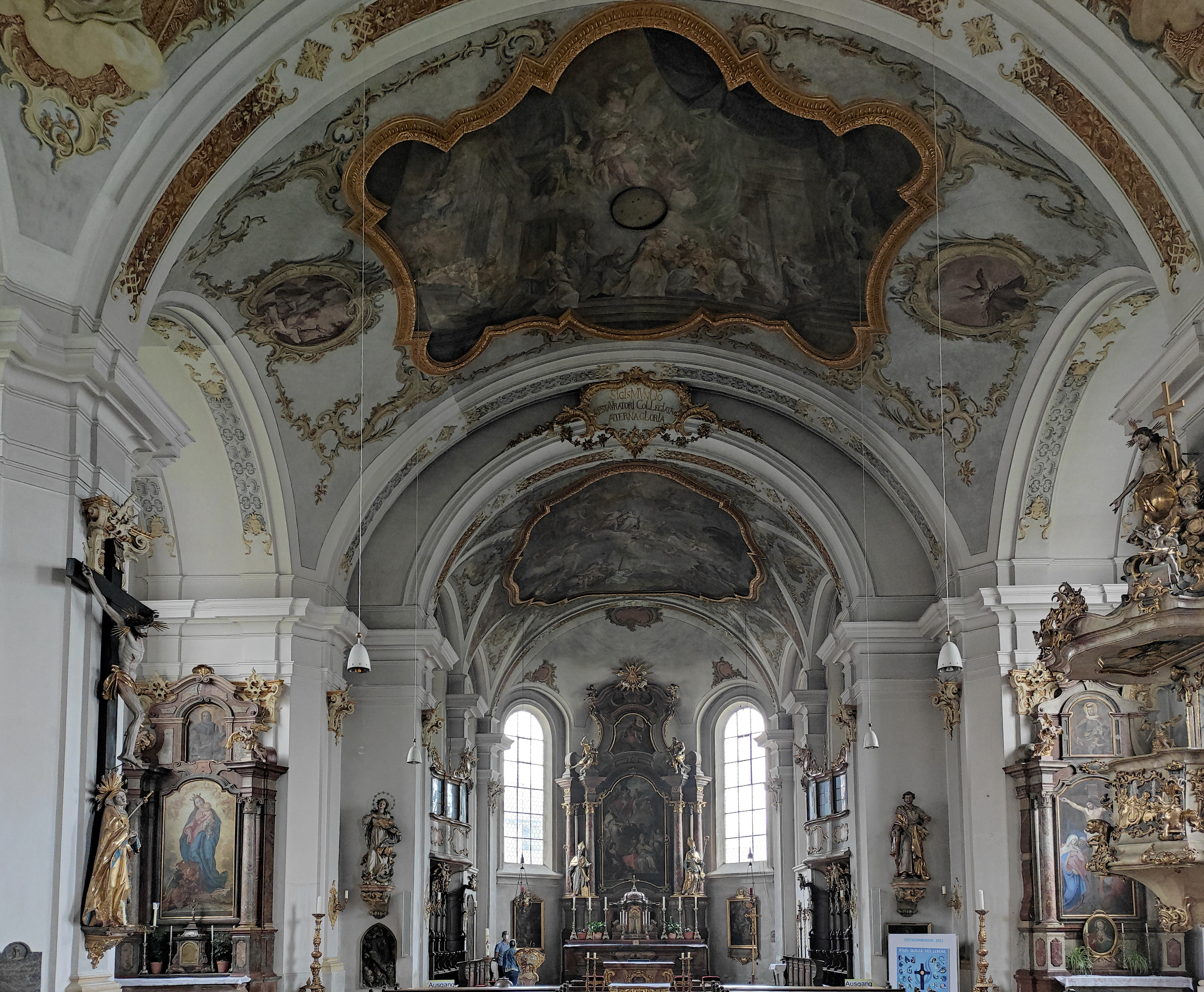
Chor von St. Nikolaus

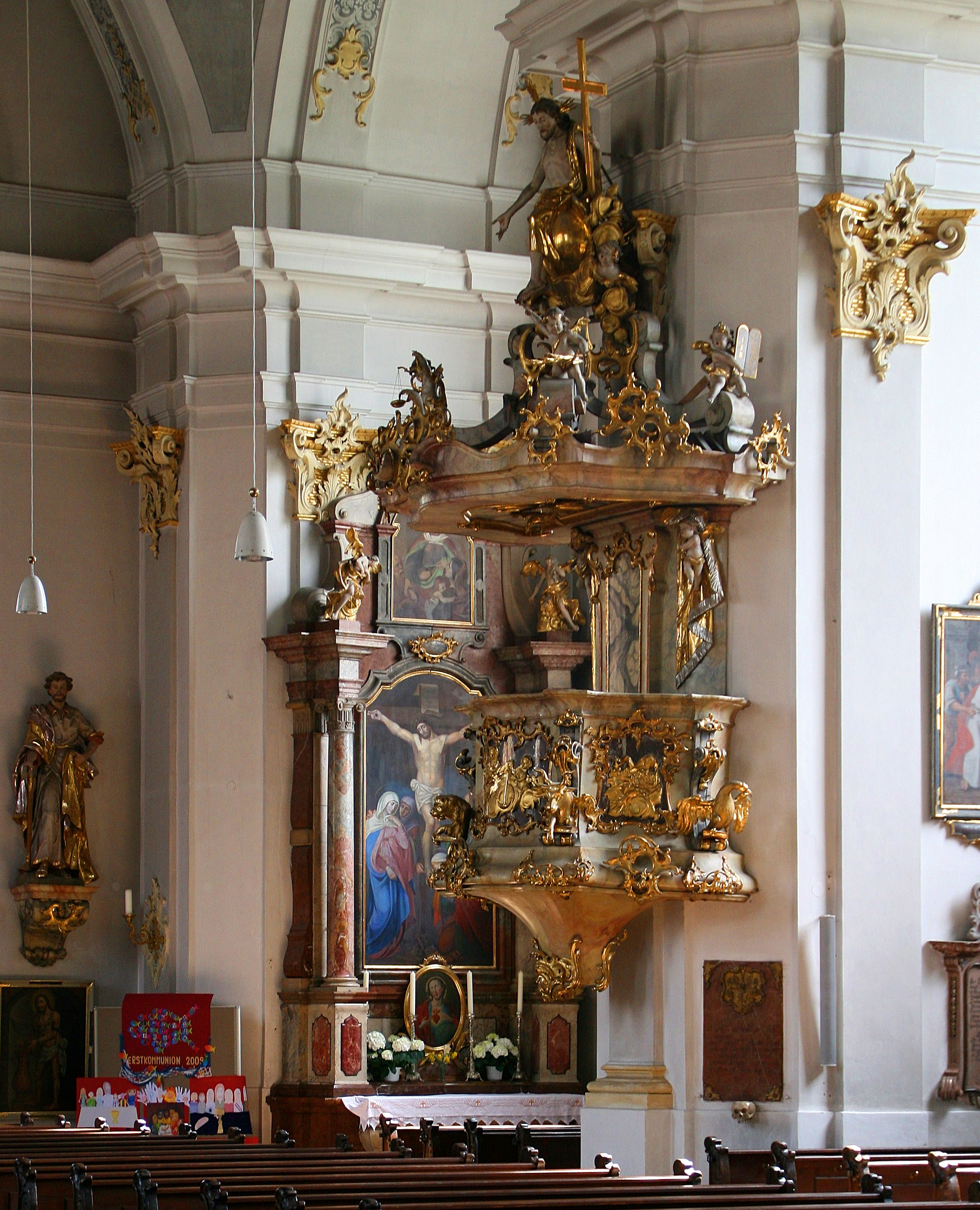
Kanzel St. Nikolaus

Der Kirchturm erhielt 1764 seine zurückgesetzte Spitze mit typisch barockem Zwiebeldach. Der Glockenturm beherbergt ein monumentales, sechsstimmiges Geläute bestehend aus historischen sowie neuen Bronzeglocken mit der Schlagtonfolge gis0 – h0 – cis1 – e1 – fis1 – gis1.
1768 machte man im Zuge einer barocken Umgestaltung des Innenraums die Langhauspfeiler fatalerweise schmäler, worauf es zu einem Einsturz des Kirchenschiffs kam. Der Wiederaufbau wurde umgehend in Angriff genommen. Der Salzburger Hofbaumeister W. Hagenauer war am Entwurf beteiligt, und Franz Alois Mayer aus Trostberg oblag die Bauleitung. Die Fertigstellung des neuen Langhauses erfolgte 1771, geweiht wurde es 1775.
Die detailreiche frühklassizistische Fassade des Langhauses steht in einem spannungsreichen Kontrast zum kargen romanischen Turmkorpus. Der Kontrast erhöht sich durch die verschiedenen Materialien: Optisch weicher und eingefärbter Verputz des Langhauses steht dem optisch harten und kantigen Naturstein des Turmes gegenüber. Auffälligster Schmuck des Langhauses sind die Doppelpilaster, die Langhausfassaden vornehm gliedernd. Die Pilaster-Kapitelle zeichen die toskanische Ordnung nach. Zwischen den Doppelpilastern öffnen breite, hohe Rundbogenfenster und sorgen für einen hellen Innenraum. Die Fenster besitzen Rahmungen, welche nach oben von gebogenen Balkenverdachungen (der Öffnungsrundung folgend) abgeschlossen werden.
Der Chor auf der Rückseite stammt noch vom spätgotischen Kirchenbau, wurde beim Langhausneubau jedoch teilweise umgestaltet. So wurden aus den gotischen Spitzbogenfenstern barocke Rundbogenfenster.
Der Innenraum zeigt prachtvolle barocke Gestaltung. Der innen noch stärker barockisierte Chor ist eingerückt und öffnet sich per rundem Triumphbogen zum dreijochigen Langhaus. Der Tabernakel und die Nebenaltäre wurden 1762 geschaffen. Die Gewölbefresken, entstanden 1771/72, stammen von Martin Heigl. Im Chor zeigen sie St. Nikolaus als Fürbitter, im Langhaus Ereignisse seines Lebens. Die reiche Rokoko-Kanzel wurde 1772 gefertigt, 1774 folgte der Hochaltar.

## Orgel

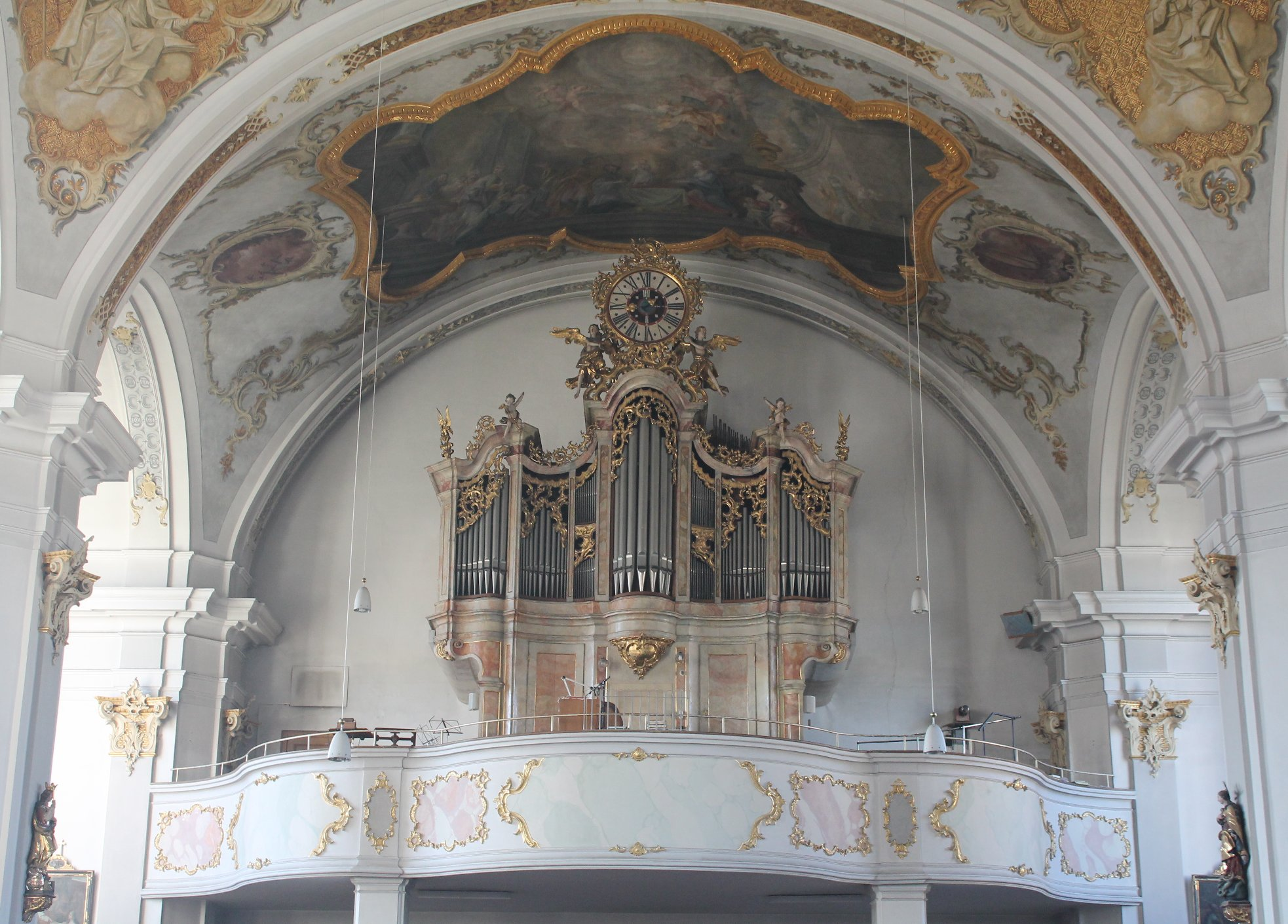
Die Orgel

Die Orgel mit 37 Registern auf drei Manualen und Pedal im Gehäuse von Anton Bayr (um 1770) wurde 1973 von Max Sax gebaut. Sie ersetzt ein 27-registriges Werk von Willibald Siemann aus dem Jahr 1913, wobei einige Register übernommen wurden. Die Disposition lautet:
| I Hauptwerk C–g3 |       |
| Stillgedeckt     | 16′   |
| Principal        | 8′    |
| Rohrgedeckt      | 8′    |
| Dulzflöte        | 8′    |
| Octav            | 4′    |
| Gemshorn         | 4′    |
| Octav            | 2′    |
| Mixtur           | 1 ⁄3′ |
| Trompete         | 8′    |

| II Schwellwerk C–g3 |        |
| Hohlflöte           | 8′     |
| Quintadena          | 8′     |
| Salicional          | 8′     |
| Weitprincipal       | 4′     |
| Querflöte           | 4′     |
| Quint               | 2 ⁄3′  |
| Nachthorn           | 2′     |
| Terz                | 1 3⁄5′ |
| Scharf              | 1′     |
| Englisch Horn       | 16′    |
| Oboe                | 8′     |
| Tremulant           |        |

| III Positiv C–g3 |       |
| Holzgedackt      | 8′    |
| Koppelflöte      | 4′    |
| Principal        | 2′    |
| Spitzquint       | 1 ⁄3′ |
| Oktävlein        | 1′    |
| Zimbel           | 1/2′  |
| Krummhorn        | 8′    |
| Rohrschalmei     | 4′    |
| Tremulant        |       |

| Pedal C–f1   |       |
| Principalbaß | 16′   |
| Subbaß       | 16′   |
| Octavbaß     | 8′    |
| Rohrpommer   | 8′    |
| Choralflöte  | 4′    |
| Flachpfeife  | 2′    |
| Hintersatz   | 2 ⁄3′ |
| Posaune      | 16′   |
| Fagott       | 8′    |

- Koppeln: II/I, III/I, III/II, III/P, II/P, I/P
- Spielhilfen: 2 freie Kombinationen, Crescendo, Zungeneinzelabsteller
- Bemerkungen: Kegellade, elektropneumatische Spiel- und Registertraktur, freistehender Spieltisch

Das der Kirche zugehörige Kollegiatstift wurde 1610 durch den Salzburger Erzbischof Wolf Dietrich von Raitenau gegründet. Im Zuge der Säkularisation in Bayern wurde es 1803 aufgelöst. Die Stiftskirche wurde Pfarrkirche. Verhandlungen über eine Wiedererrichtung des Stifts 1844/1852 blieben ohne Ergebnis.